# Weiss Kreuz Brillance
 (juillet 2008).
Si vous disposez d'ouvrages ou d'articles de référence ou si vous connaissez des sites web de qualité traitant du thème abordé ici, merci de compléter l'article en donnant les références utiles à sa vérifiabilité et en les liant à la section « Notes et références ».
Weiss Kreuz Brillance (ヴァイスクロイツ・グリーエン, Vaisu kuroitsu gurīen, Weiß Kreuz Glühen, litt. Étoile blanche brillante) est un anime japonais de treize épisodes. Il suit Weiß Kreuz (25 épisodes) et Weiß Kreuz OVA. Il a été commercialisé dans les pays anglophones sous le nom Knight Hunters Eternity.

## Résumé
Aya, Yohji, Ken et Omi, quatre jeunes hommes aux talents particuliers et distincts, forment Weiß Kreuz, un groupe de justiciers pourchassant terroristes, mafia, et autres organisations criminelles. Plusieurs attentats à travers le monde mènent les Weiß Kreuz jusqu'à la mystérieuse Académie Kouwa, un établissement prestigieux qui forme les élites de la société japonaise de demain. Les Weiß sont envoyés en infiltration dans cette forteresse parfaitement autonome afin de lutter contre les dangers qui menacent cette école.